# Copy Control
Copy Control 是一种于2001至2006年间由EMI与Sony BMG采用并应用于数个地区（欧洲、加拿大、美国、澳洲等）推出之部分CDDA的防拷贝系统。
Copy Control有数种形式的保护存在。基本上，Copy Control的目的在于使CD受防拷保护。然而，由于它们不符合红皮书的规范，Copy Control CD实际上不能被认为是CD。Copy Control使用了下列技术，防止数位音訊抽取（即所谓的"ripping"），并借此限制其非法散布：
- 包含多区段（蓝皮书）信息，使音频轨能在大部分CD-ROM光驱上被隐藏。
- 损坏的纠错码，使抽取出来的音频出现可被听见的缺陷。
- 数据区通常包括含DRM限制的音频数据，它们与某些操作系统并不兼容。

在荷兰，Sony与环球音乐曾经实验过Copy Control至2004年为止。EMI则继续使用至2006年6月。
在美国，环球唱片于2001至2002年间在某些产品上试用Copy Control，但随后放弃。华纳音乐集团仅在欧洲出版的呛辣红椒的 Greatest Hits等专辑上试用过。至2006年9月，Copy Control所采用的由Macrovision提供的CDS技术不再被列于Macrovision的网站上，并已于澳洲等国被完全放弃。
Billboard杂志于2006年12月的一篇文章中指出，EMI已决定于全球停用Copy Control。但由于无官方正式文书的佐证，至今仍无法确认EMI是否已全面放弃Copy Control。
在日本，avex trax在2002年開始使用Copy Control，其後多間音樂發行商都加入行列。但發行期間，因電腦技術都能破解Copy Control、mp3音樂播放機的盛行、甚至國內有樂迷爭論Copy Control影響音質及最終擁有權等等問題及原因之下，在2004年下半年，avex trax及其他音樂發行商都宣佈放棄Copy Control的商業發行。而今Copy Control技術只限於宣傳用的CD。
在香港及台灣，也曾經在2003年都嘗試出Copy Control，但後來也無疾而終。

## 背景
Copy Control是为了应对近年来日益严重的盗拷与档案分享行为而制定的保护措施。上述盗版行为据称已造成音乐产业的钜额损失。实际上，由于CD规格在1980年代初被制定时尚未有此类问题，因此，与DVD相较，CD标准先天缺乏提供保护或其它数字版权管理能力。Copy Control是一种试图在CD标准上应用防拷保护的方法。然而，由于它只是基于这种缺乏限制的格式之微小改变，且必须要让大部份的CD播放机能正常播放，其保护效力并不彰。

CDDA图示。该图示不能被应用于Copy Control出版品上

由于Copy Control光盘不符合音讯CD规范，它们不能打上由飞利浦注册的CDDA图示。一场2003年在法国的法律诉讼案中，不能在车用CD音响中正常播放的Copy Control“CD”被认定为“瑕疵品”。后期的Copy Control光盘皆有显眼的说明文字表明其兼容性问题，诸如“可能无法在某些机器上正常播放，例如：车用CD音响” 。然而，在口语及贩售介绍时仍然经常将Copy Control光盘等同视为CD或视为“受保护的CD”。

## 规避保护

以Nero分析一张Copy Control光盘

Copy Control光盘会被判读为音频、数据混合光盘。在Windows下，放入Copy Control光盘通常会自动启动CD内附的播放软件，其能播放存于该光盘中之受DRM保护的音频。在放入光盘时按住shift键或禁用自动播放可以跳过这个步骤。
抽取音频轨的能力则决定在使用的驱动器。第一道难关是"伪造的"内容表（Table of Contents，ToC）其目的是使CD-ROM驱动器无法读取音频轨。另一方面，CD-R/RW驱动器等设备则通常能存取光盘上的所有区段，因此能正常读取音频轨。亦有人称该保护可透过以签字笔涂黑光盘内圈约2~4厘米的范围达成破解。然而，在Copy Control技术的增进下，此方法可能不再有效。
另一个主要的难关则是不兼容（技术上被认为是损坏的）的纠错码。其影响力仍然决定在光驱的选用。有些光驱可以正常读取并撷取音频，另一些则会在撷取出的音频中产生明显的爆音。由此引发的一个相关问题是，这种光盘可能更怕刮伤。
Copy Control亦无法防止用电脑声卡录制音频的行为，儘管这会导致微小的音质损失及需要更长的复制时间（若使用数码方式连接则能使音质无损失）。由于许多盗版商以此种方法撷取音频，这对音乐产业形成严峻考验。
通常CD-R/RW驱动器可以播放光盘，但会有偶然的中断情形（约每10秒发生一次），而DVD-R/RW驱动器则可以正常读取并撷取音频至电脑上。CD-ROM及DVD-ROM驱动器则通常需要透过光盘内附的播放器才能播放受保护的数据。
然而，Windows以外的操作系统可以轻易播放Copy Control光盘，并被显示为两个分开的部份－"音讯CD"与数据部份－通常显示的为制造商所给的名称。由于内附的播放软件与自动播放功能通常是设计给Windows使用的，因此几乎没有办法可以阻止非Windows用户从Copy Control光盘上撷取音频（然而此操作可能需较长时间）。
在Linux中，Copy Control光盘可透过cdparanoia或KDE的 "audiocd:/" 服务进行存取。
在Mac OS X，这些光盘可以轻易被iTunes和Quicktime存取（当CDDA音轨被拖曳至该CD以外的目录，Quicktime会自动将该音轨转换成AIFF无损格式。）。仅管某些Copy Control提供Mac OS版的软件，但并不常见。
由于其他技术的进步，这项技术已日渐无用。几乎所有新的电脑都能以撷取无任何保护之CD的相同方法撷取Copy Control光盘的音轨，且iTunes Store等線上發行方式在2010年代之後興起，逐漸取代實體CD，这使得这项技术更无用武之地。

## 音轨区以外的数据
CDS-100 or CDS-200
播放器与一个媒体文件数据库（一份以Windows Media格式存储的音频副本）。该播放器只能播放该音频副本。
CDS-300
播放器与防拷程序。防拷程序会在放入光碟时未经同意下透过Autorun程序自动安装到Windows系统(不论按下"I agree"或"I disagree")，防拷程序会干扰所有程序(Windows Media Player,iTunes,Nero等)播放或读取CD音讯，而光碟内的播放器可以忽略防拷程序并直接读取音频轨。该播放器可以让用户播放音频轨并将音频抽取成受DRM保护的WMA文件，并可以刻录成CD 3次。（播放器会将音频撷取成320 kbit/s WMA文件，然后将其刻录于CD-R。请注意：刻录出来的副本音量较小，且音质较差）